# Buchsbaumzünsler
Der Buchsbaumzünsler (Cydalima perspectalis) ist ein ostasiatischer Kleinschmetterling aus der Familie der Crambidae, der zu Beginn des 21. Jahrhunderts nach Mitteleuropa eingeschleppt wurde und sich zur invasiven Spezies entwickelt hat. Die Raupen verursachen Schäden durch Kahlfraß an Buchsbäumen.

## Beschreibung

### Falter

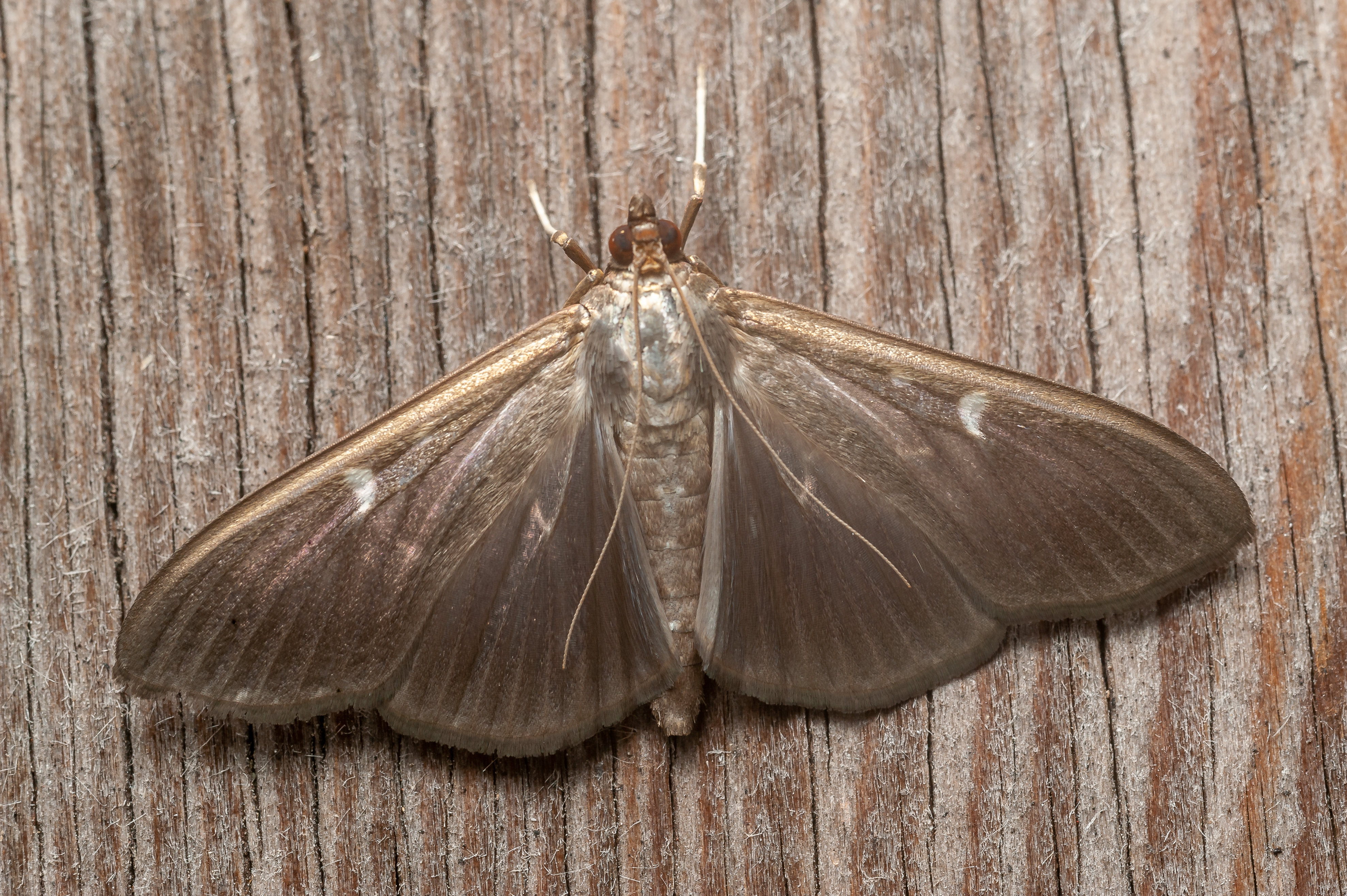
Vollständig braunes Exemplar

Der Falter erreicht eine Flügelspannweite von etwa 40 bis 45 Millimetern. Die Vorderflügel sind zumeist seidig weiß gefärbt und mit einem breiten schwarzbraunen Band am Vorderrand sowie am Saum versehen. Auffällig sind eine kleine, braun gefärbte Ausbuchtung in das Mittelfeld sowie ein daneben befindlicher halbmondförmiger, weißer Fleck. Die Hinterflügel sind ebenfalls seidig weiß und zeigen einen breiten braunen Saum. Zuweilen erscheinen auch gänzlich braun gefärbte Exemplare, bei denen jedoch der weiße Fleck vorhanden ist.

### Raupe

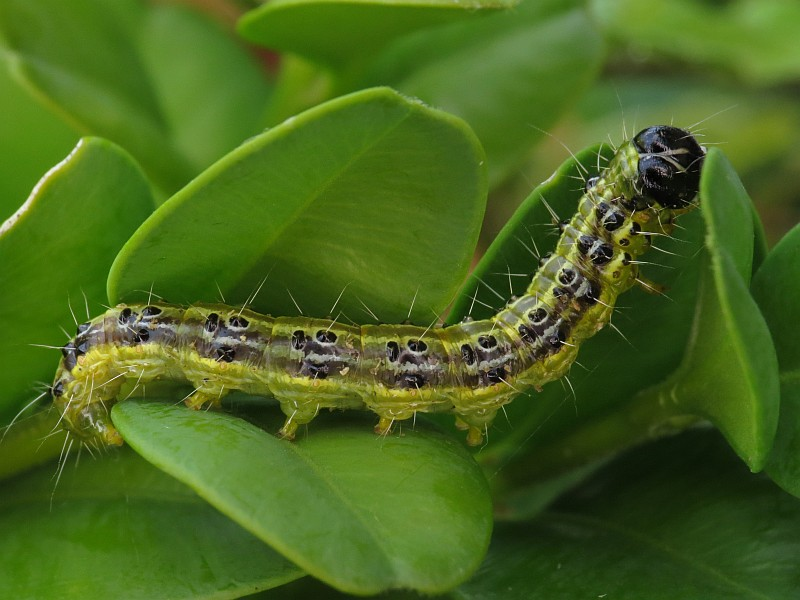
Raupe des Buchsbaumzünslers

Die Raupen sind bis zu fünf Zentimeter lang, gelbgrün bis dunkelgrün sowie schwarz und weiß gestreift, mit schwarzen Punkten, weißen Borsten und schwarzer Kopfkapsel.

## Geographische Verbreitung und Vorkommen
Der Buchsbaumzünsler ist in Ost-, Südost- und Südasien (Japan, China, Korea, Indien, Ferner Osten) beheimatet. In Europa tritt er – vermutlich durch den internationalen Handel mit Baumschulware – als Neozoon auf: Erstmals wurde er 2006 aus Deutschland gemeldet, daraufhin 2007 aus der Schweiz und den Niederlanden; 2009 aus Frankreich, Großbritannien und Österreich; 2011 wurde der Buchsbaumzünsler erstmals aus Ungarn, Rumänien und der Türkei gemeldet; er ist auch aus der Slowakei und Belgien bekannt.
In Mitteleuropa wurden seine Raupen erstmals in Deutschland gefunden, zunächst in Baden-Württemberg, im Raum Basel und am Oberrhein, anschließend auch in Hessen, Nordrhein-Westfalen, Rheinland-Pfalz, Sachsen und in den Niederlanden. Bei Basel führte er im Zusammenhang mit einem gleichzeitigen Befall des Bestandes mit der Schlauchpilzart Cylindrocladium buxicola bis 2011 auch zum völligen Absterben eines jahrhundertealten Buchsbaumwaldes bei Grenzach-Wyhlen.
In der Schweiz dehnte sich das Verbreitungsgebiet des Buchsbaumzünslers im Jahr 2012 stark aus. Große Schäden wurden aus verschiedenen Landesteilen gemeldet.
Auch in Österreich wurden Raupen gefunden: 2009 in Vorarlberg, 2010 in Niederösterreich. Mittlerweile ist er in Vorarlberg, Niederösterreich und Wien verbreitet und tritt außerdem auch in der Steiermark, Kärnten, dem Burgenland und Oberösterreich auf. 2013 wurde der Buchsbaumzünsler erstmals auch in Spanien und in Dänemark nachgewiesen, dort speziell auf Sjælland.
Der Erstnachweis für die Fauna Bayerns war ein am 4. Juli 2010 gefundener Falter in Nürnberg im Stadtteil Gebersdorf.
Weitere Meldungen belegen, dass der Buchsbaumzünsler bereits in vielen Bundesländern anzutreffen ist.

## Lebensweise
Die Falter sitzen auf der Unterseite von Blättern, meist nicht auf Buchsbäumen, sondern an anderen Pflanzen. Sie können gut und schnell fliegen und kommen nachts auch ans Licht. Die Lebensdauer der Weibchen beträgt etwa acht Tage. Zur Eiablage suchen sie gezielt nach Buchsbäumen; pro Jahr können bis zu vier Buchsbaumzünslergenerationen entstehen. Die Raupen der letzten Eiablage des Jahres überwintern in Kokons zwischen den Blättern oder in Ritzen in der Nähe der Pflanzen. Sie halten sich zum Schutz in Kammern auf, die aus Blättern geformt und mit Fäden verklebt werden, die von der Raupe selbst erzeugt werden. Bei Gefahr kann sie sich an einem solchen Faden auch schnell hinablassen. Die Kokons sind recht dicht gesponnen und erschweren die Bekämpfung.
In Mitteleuropa durchlaufen die Raupen ab Mitte März bis Anfang April (beginnend ab einer Temperatur von 7 °C) bis zur Verpuppung sechs bis sieben Larvenstadien. Man kann davon ausgehen, dass von Frühjahr bis Spätsommer ca. alle 2 bis 3 Monate eine neue Buchsbaumzünslergeneration entsteht. Auch bevorzugen die Buchsbaumzünsler-Weibchen zum Eierlegen Buchsbäume, die noch nicht befallen wurden, was wiederum die Ausbreitung begünstigt. Die Raupen verursachen Kahlfraß an verschiedenen Buchsbaum-Arten, so an dem hier beheimateten Gewöhnlichen Buchsbaum (Buxus sempervirens), in Asien dagegen auch an dem in Deutschland seltenen Kleinblättrigen Buchsbaum (Buxus microphylla). Dieser ist hier in den Varietäten koreana und japonica im Handel verbreitet.
In China verursacht der Buchsbaumzünsler auch an dem in Deutschland nicht vorkommenden Buxus sinica Fraßschäden. Je nach Region erscheinen in China drei bis fünf Generationen pro Jahr. In Japan geht man von zwei bis vier Generationen pro Jahr aus. In Ostasien bildet er drei bis vier Generationen pro Jahr, in Mitteleuropa abhängig von Witterung und Temperaturverlauf mindestens zwei. Für Deutschland wird überwiegend von drei Generationen berichtet, während in der Schweiz und Österreich überwiegend zwei Generationen erschienen.

## Giftigkeit
Die Larven des Buchsbaumzünslers lagern einige der über 70 bekannten Gifte des Buchsbaums ein, insbesondere dibasische Triterpene (Alkaloide), während monobasische eher verstoffwechselt und weniger eingelagert werden. Die jungen Raupen bevorzugen die älteren Blätter im Inneren des Busches, die einen höheren Gehalt der Toxine aufweisen. Damit werden gerade die kleineren Raupen für potentielle Fressfeinde geschmacklich unattraktiv und auch giftig. Trotzdem wurden Singvögel (insbesondere Meisen) beim wiederholten Verfüttern großer Buchsbaumzünslerraupen an ihre Brut beobachtet.

## Schadwirkung und Schadbild
In vielen Gebieten, insbesondere im Raum Basel, tritt die Art vermehrt als Forstschädling auf. Bedeutende Schäden richtet der Buchsbaumzünsler auch in Privatgärten und öffentlichen Gartenanlagen an. Das Schadbild ist nicht zu verwechseln mit Buchsbaum-Erkrankungen, zum Beispiel dem Cylindrocladium-Triebsterben, dem Volutella-Zweigsterben und der Buchswelke. Die Raupen des Buchsbaumzünslers fressen zunächst die Blätter, anschließend auch die grüne Zweigrinde. An den Blättern befallener Pflanzen sind nur noch die Blattrippen oder der Blattstiel sowie Reste vertrockneten, hellbeigen Blattgewebes vorhanden. Dazwischen gibt es vereinzelt auch noch gesunde, grüne Blätter. Die ganze Pflanze ist von einem Gespinst umgeben. Hellgrüne Kotkrümel sind im Gespinst und unter der Pflanze sichtbar. Bei sehr starkem Fraß können einzelne Triebe oder gar die ganze Pflanze absterben. Meist treibt die Pflanze aber wieder aus.

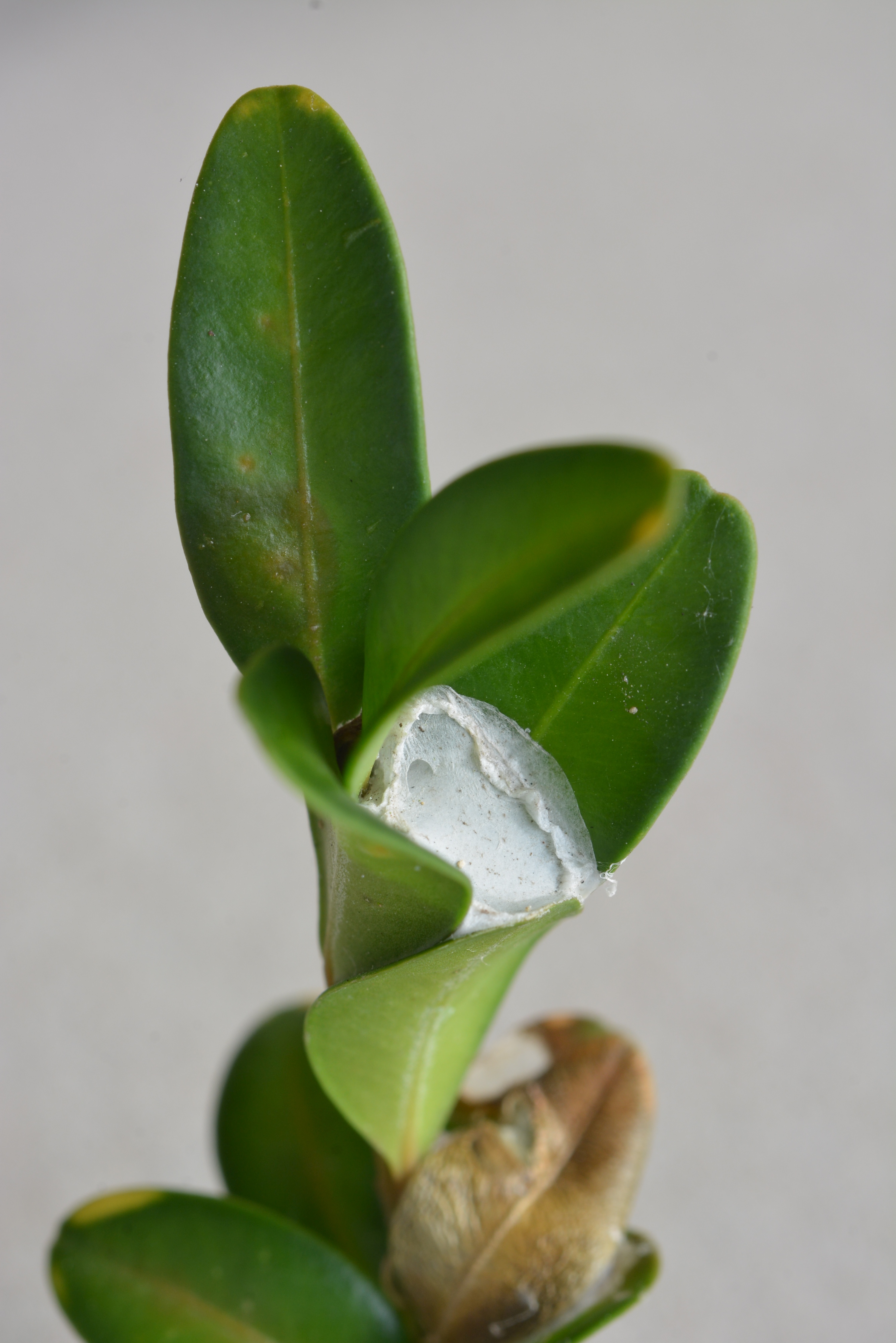
Überwinterungskokon zwischen Buchsbaumblättern
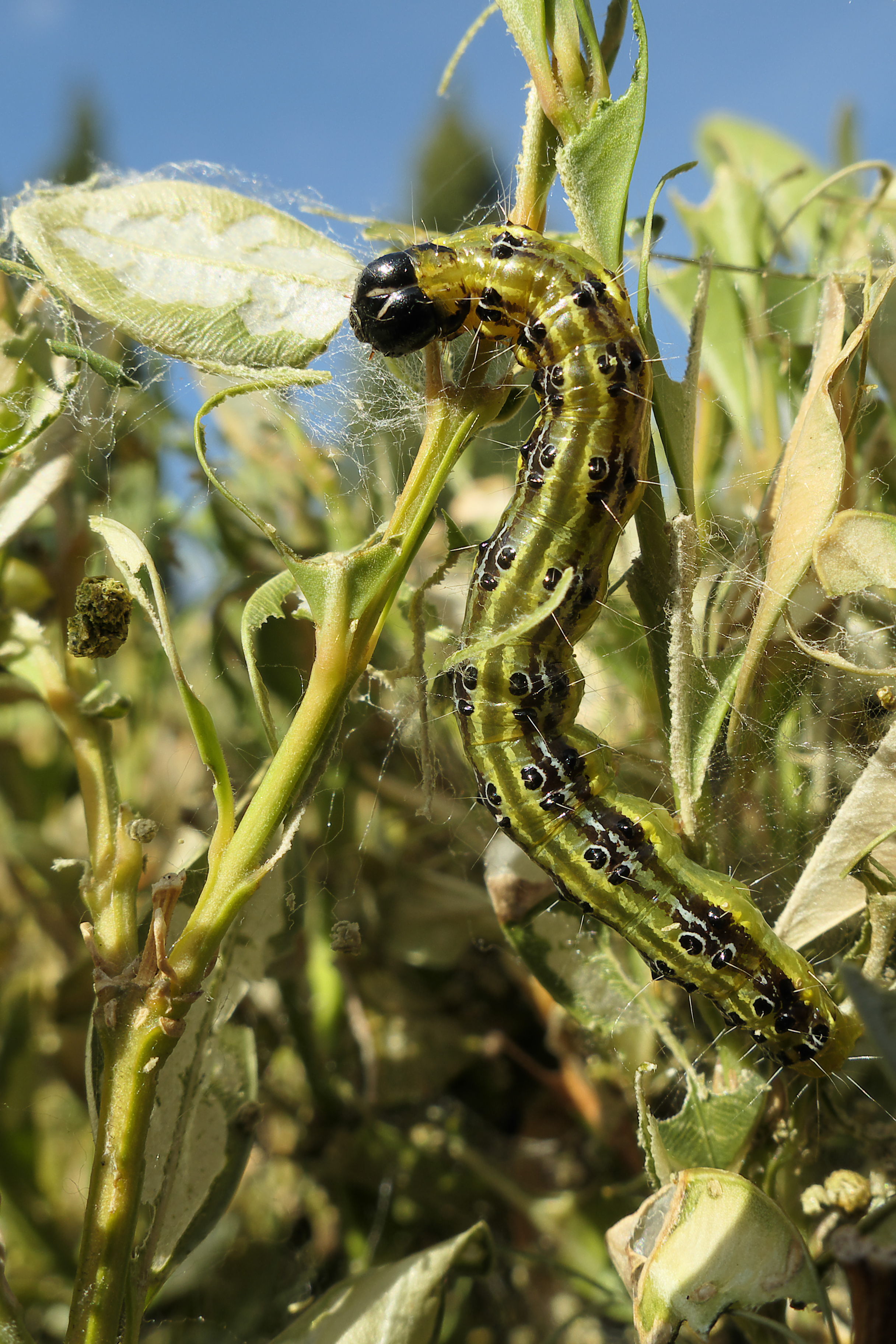
Raupe beim Verzehr eines Buchsbaumblattes
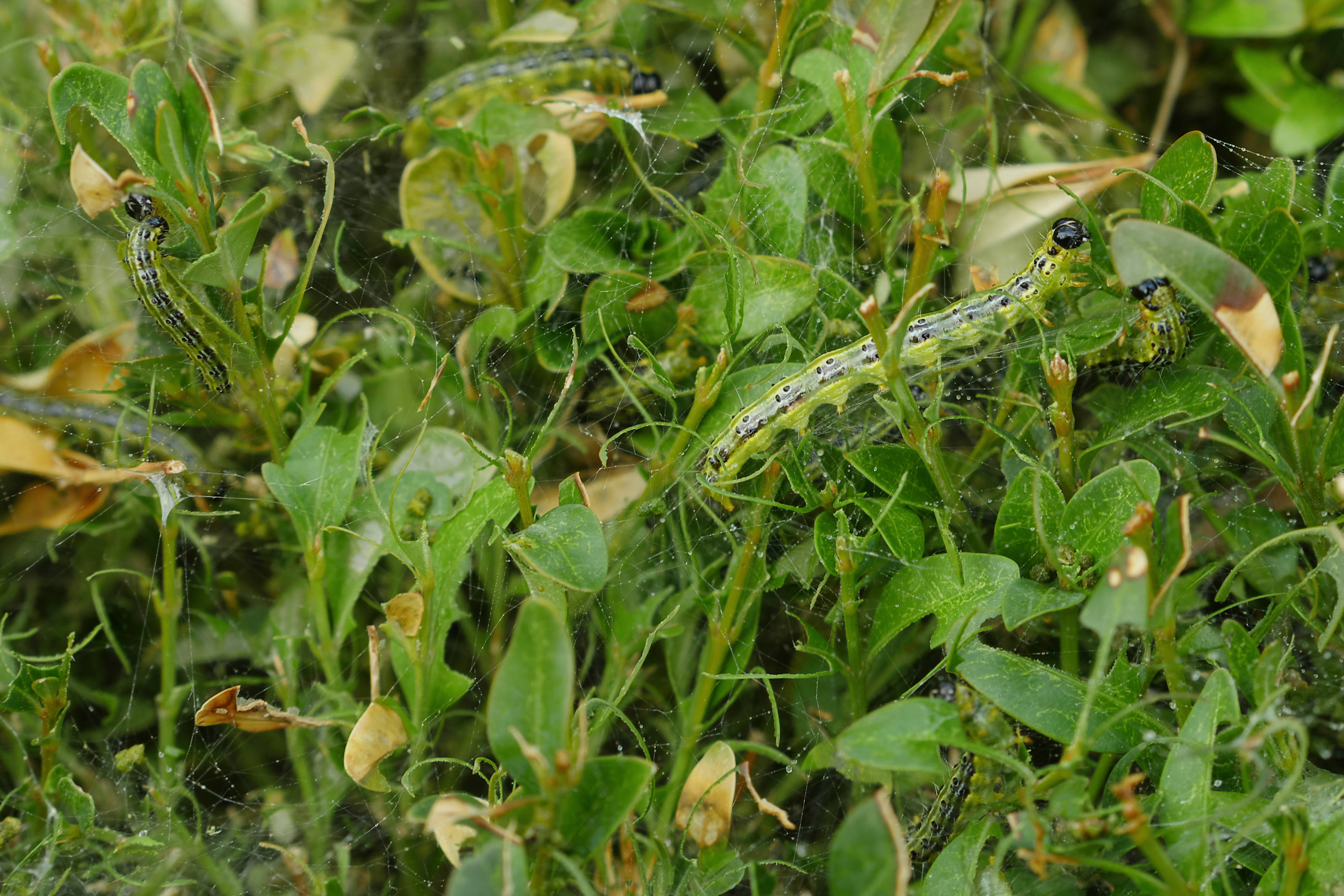
Massiv befallener Buchsbaum
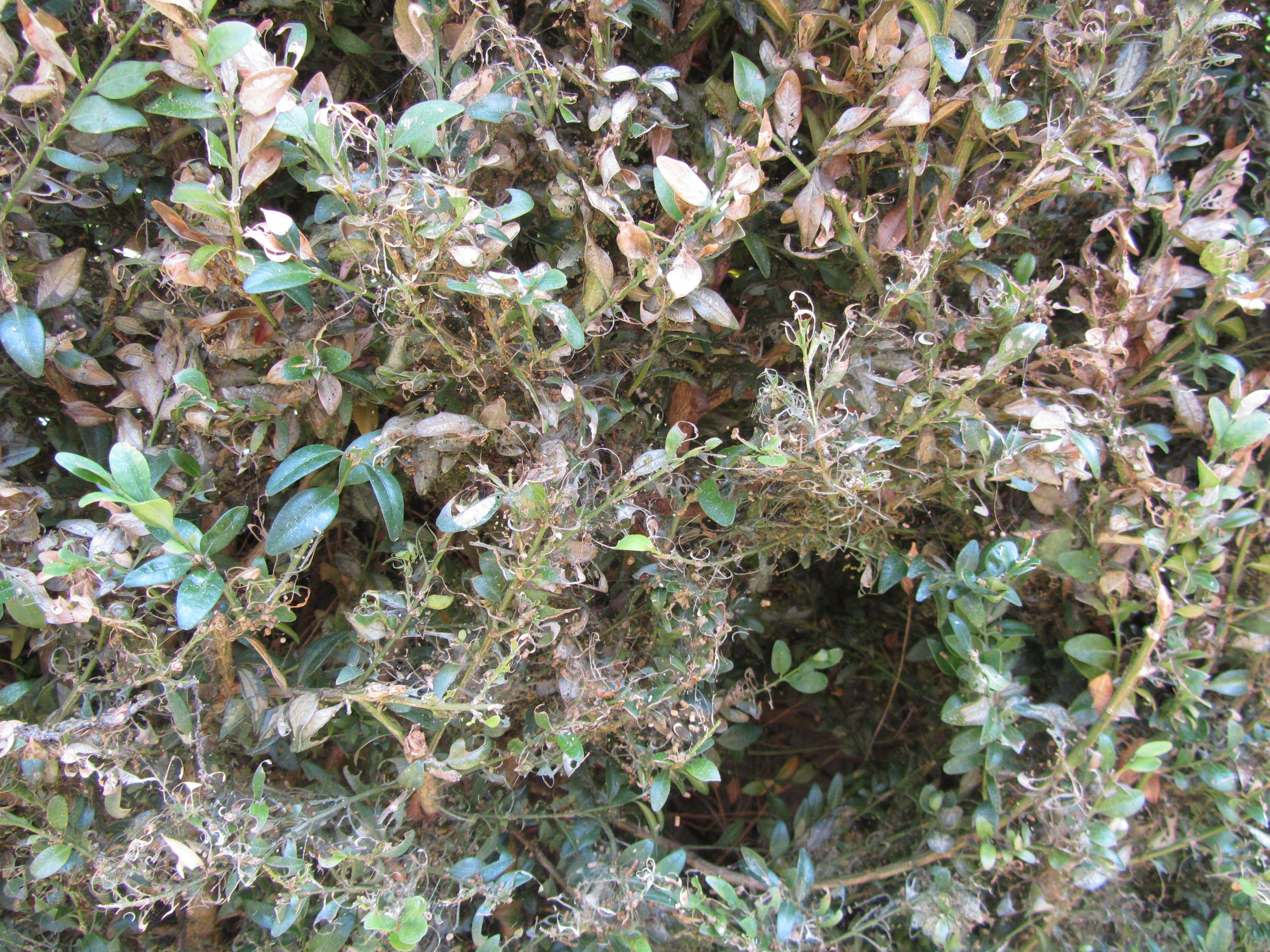
Befallene Buchsbaumhecke
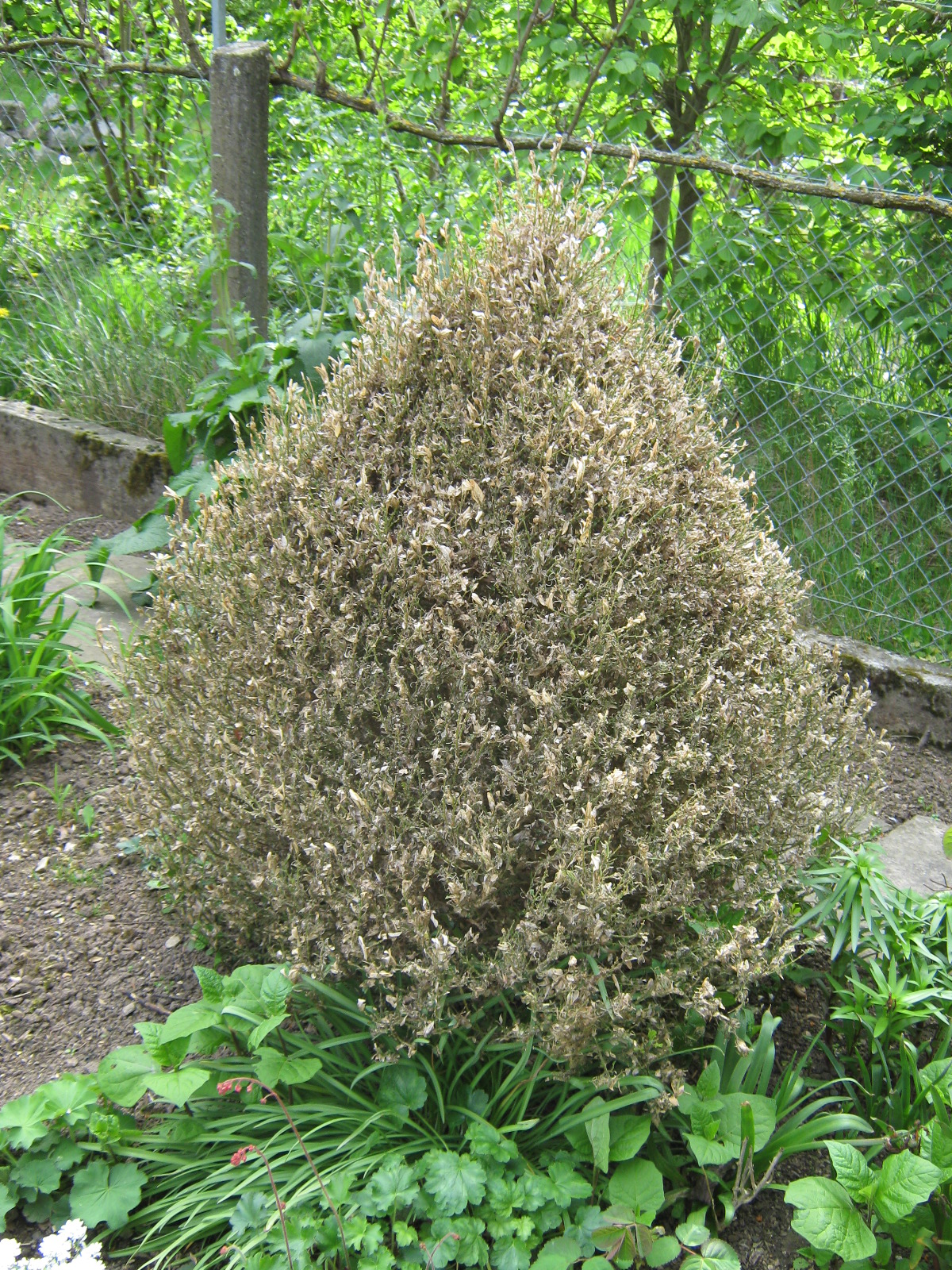
Nach Befall abgestorbener Buchs

## Bekämpfung

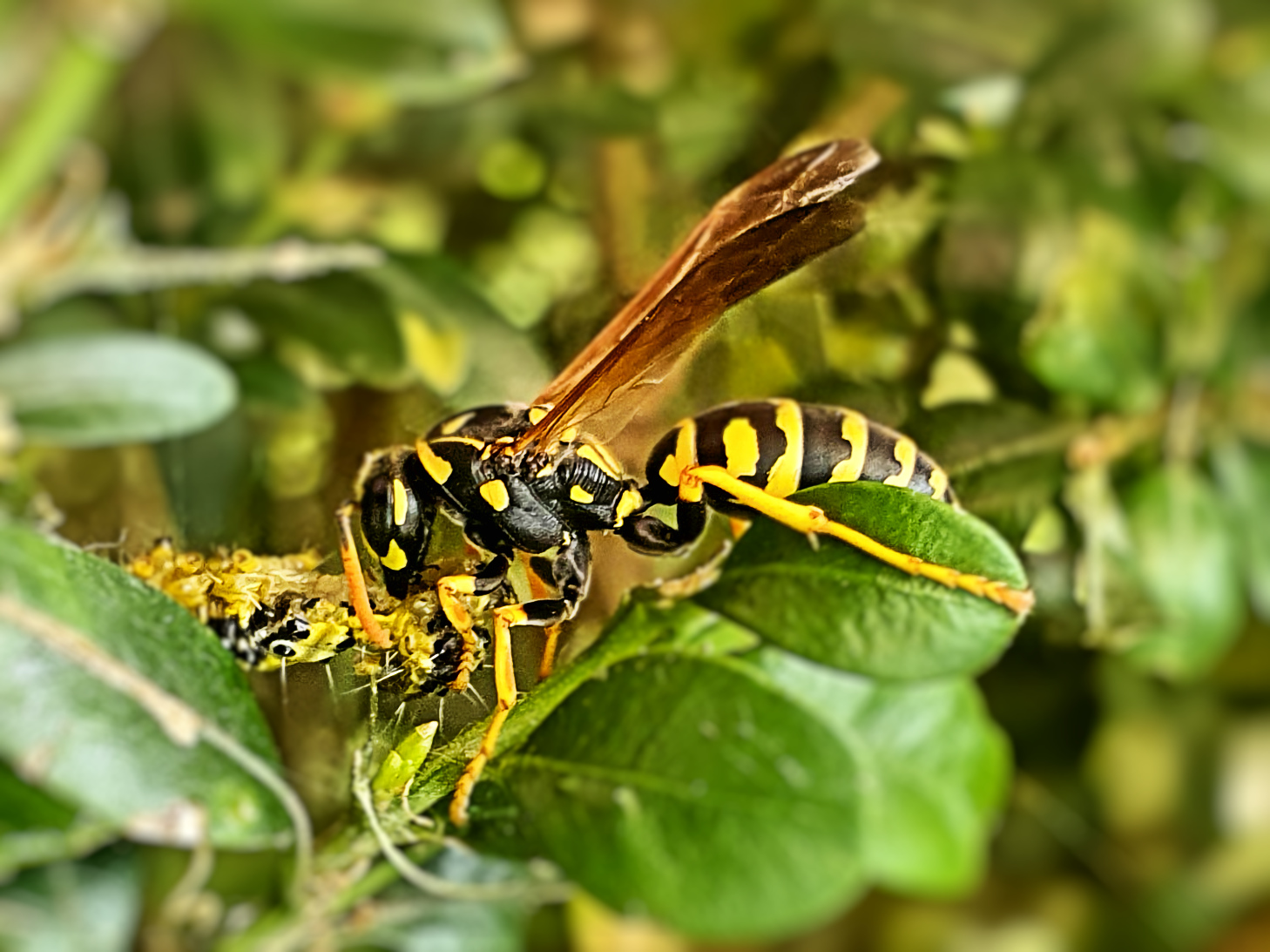
Feldwespe beim Verzehr einer Zünslerraupe

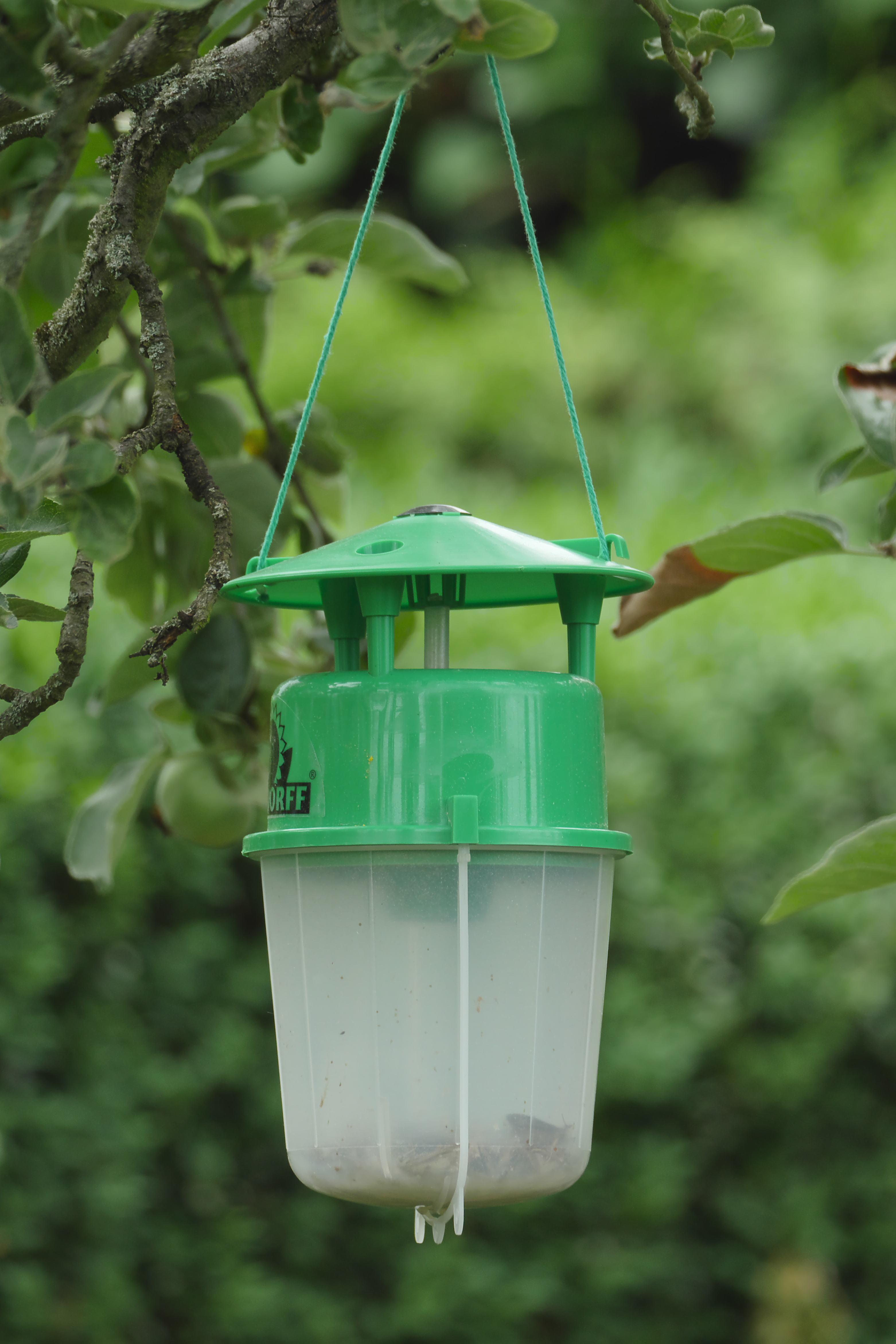
Pheromonfalle für Buchsbaumzünsler. Der Duftstoff befindet sich in dem dünnen Kunststoffrohr unter dem Deckel, und direkt darunter befindet sich die trichterförmige Öffnung des Sammelbehälters

Eine regelmäßige Kontrolle der Buchsbäume von März bis Oktober erlaubt eine frühzeitige Befallserkennung. Eine Bekämpfung mit Spritzmitteln sollte an trockenen Tagen und an den Blättern möglichst vollumfänglich benetzend erfolgen.
Die biologische Bekämpfung der Larven auf Basis des nützlingsschonenden Bacillus thuringiensis ssp. kurstaki zeigte in einem Versuch der Zürcher Hochschule für Angewandte Wissenschaften (ZHAW) von 2012 eine hervorragende Wirkung. Dabei ist das Ausbringen der Spritzbrühe insbesondere im frühen Raupenstadium effektiv. Dies liegt in der Regel 10–14 Tage nach dem Auftreten der Falter beziehungsweise Mitte April und Anfang Juli vor. Die entsprechenden Präparate gibt es im Landwirtschafts- und Gartenfachhandel von verschiedenen Herstellern unter dem Handelsnamen „Xentari“.
Chemische Bekämpfungsmöglichkeiten gibt es in Form von Thiacloprid, was jedoch schädlich für Nutztiere wie z. B. Bienen ist, oder Acetamiprid. In Asien verwenden Bauern auch Niemöl zur Bekämpfung des Buchsbaumzünslers.
Weitere Methoden zur Bekämpfung sind die Verwendung von Pheromonfallen oder Lichtfallen. Bei Pheromonfallen ist zu beachten, dass diese nicht als alleinige Bekämpfungsmaßnahme genutzt werden sollten. Die Fallen dezimieren zwar die Anzahl an Faltern, um aber nachhaltige Erfolge zu erzielen, ist die Kombination mit anderen Maßnahmen empfohlen. Dabei dienen die Pheromonfallen insbesondere der Feststellung des richtigen Zeitpunktes für weitere Bekämpfungsmaßnahmen, die sich nach dem Zeitpunkt des Auftretens der Falter richten.
Mittels Hochdruckstrahler und Auffangfolie können die Buchsbaumzünsler großflächig abgesprüht und aufgesammelt werden. Einige Hobbygärtner berichten, dass sie durch Zuhängen ihrer Buchsbäume mit Vogelschutznetz mit 10 mm Maschenweite schlüpfende Falter vom Abfliegen und andere Falter vom Eindringen in den Buchsbaum abhalten konnten. Zu Beginn der Epidemie hatte der Buchsbaumzünsler in Deutschland kaum natürliche Feinde. Mittlerweile wird vermehrt beobachtet, dass heimische Vogelarten wie Spatzen, Kohlmeisen und Buchfinken sowie mehrere Wespenarten befallene Buchsbäume gezielt aufsuchen und die Raupen verzehren. Haushühner fressen ebenfalls Falter und heruntergefallene Puppen.

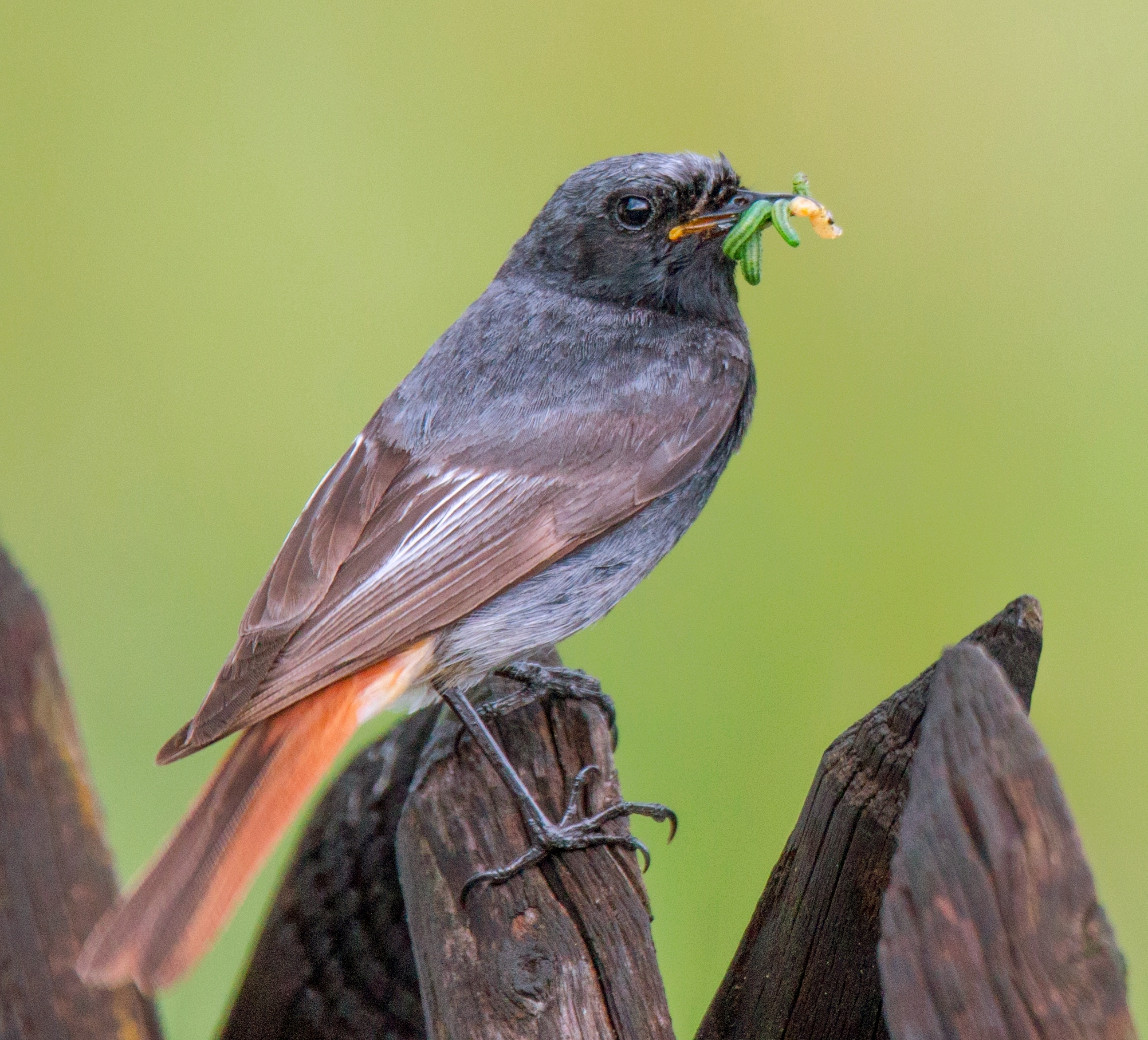
Hausrotschwanz mit Raupen des Buchsbaumzünslers
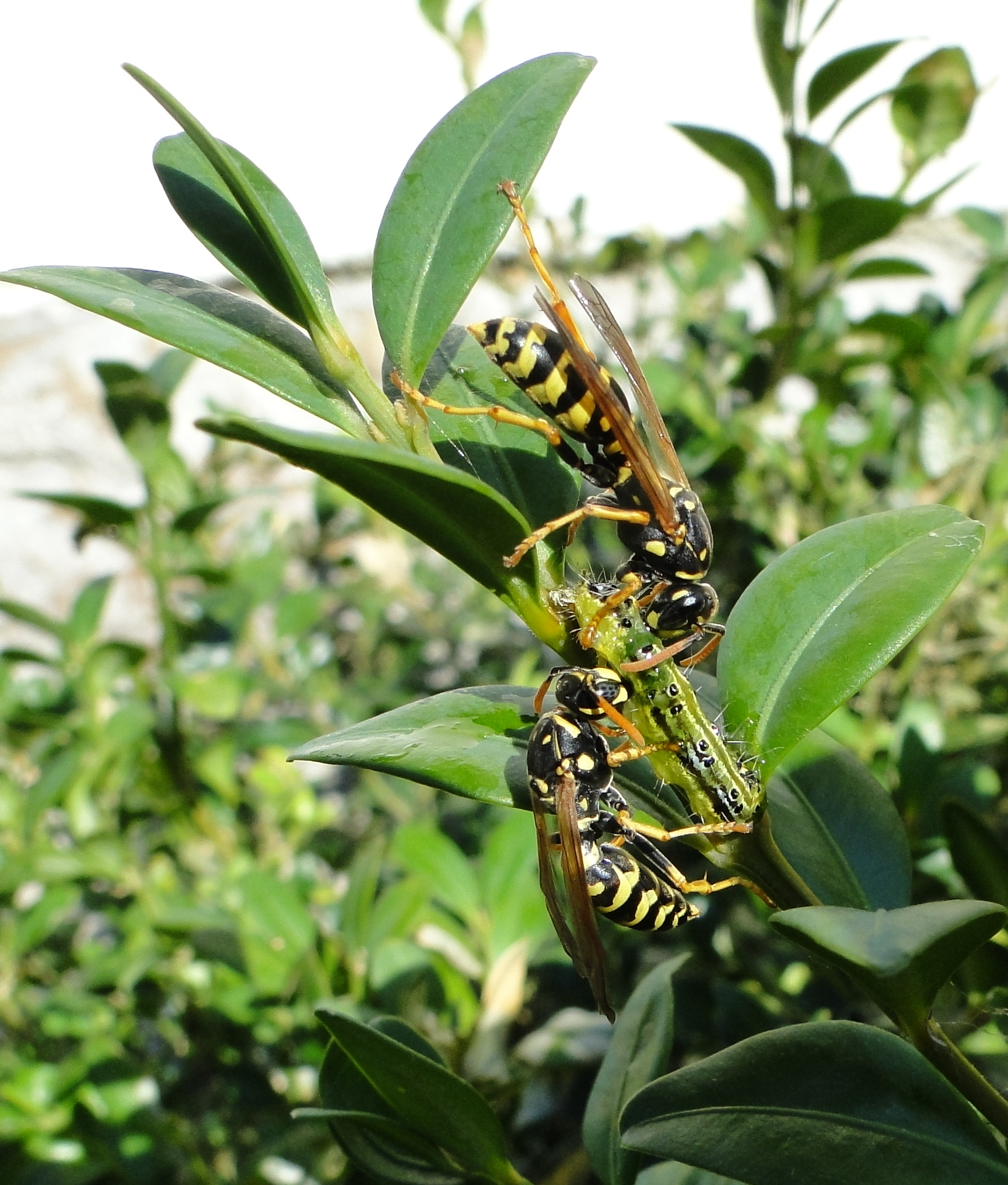
Wespen beseitigen Buchsbaumzünslerraupen
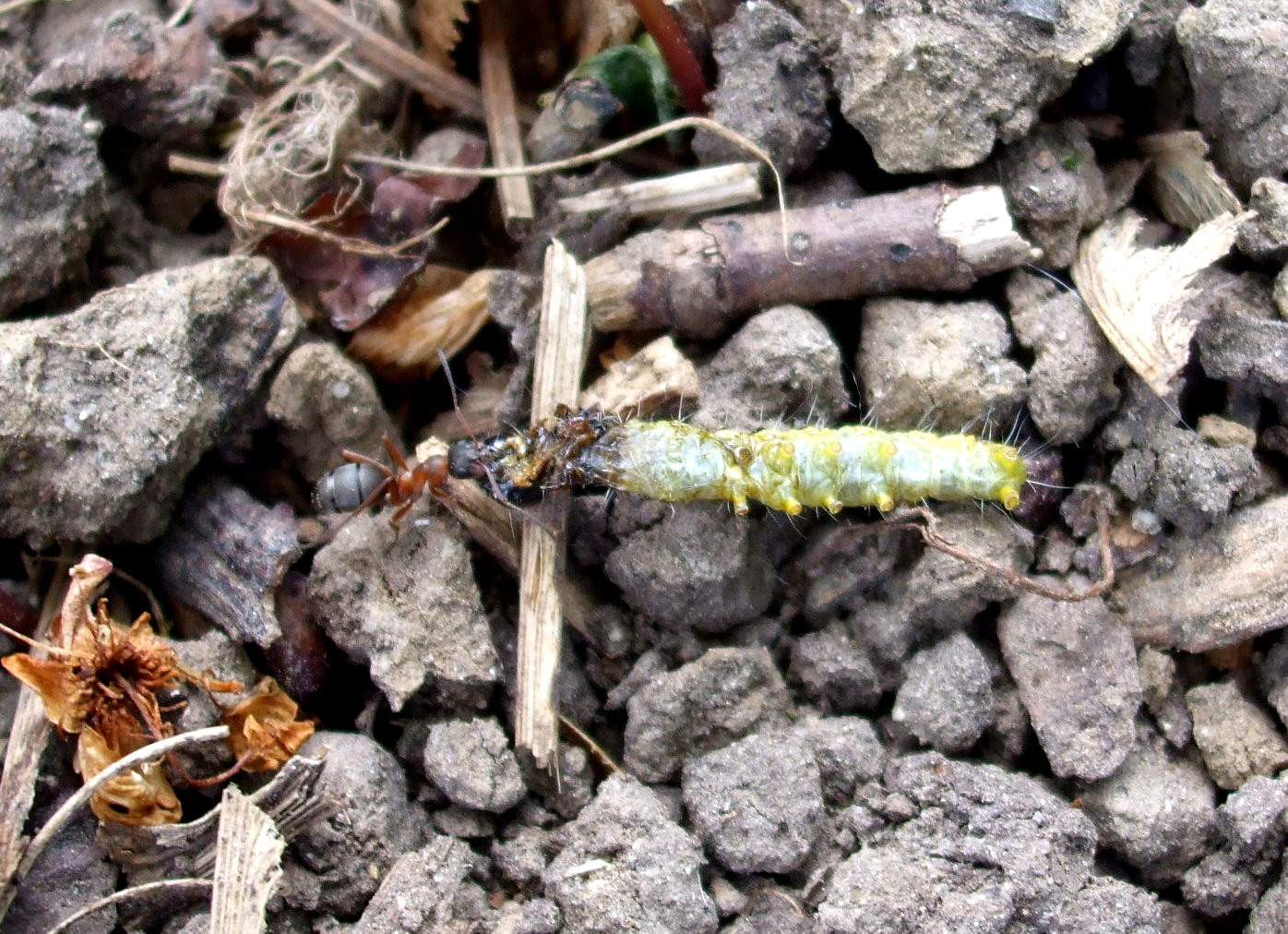
Ameise beim Transport einer Buchsbaumzünslerraupe
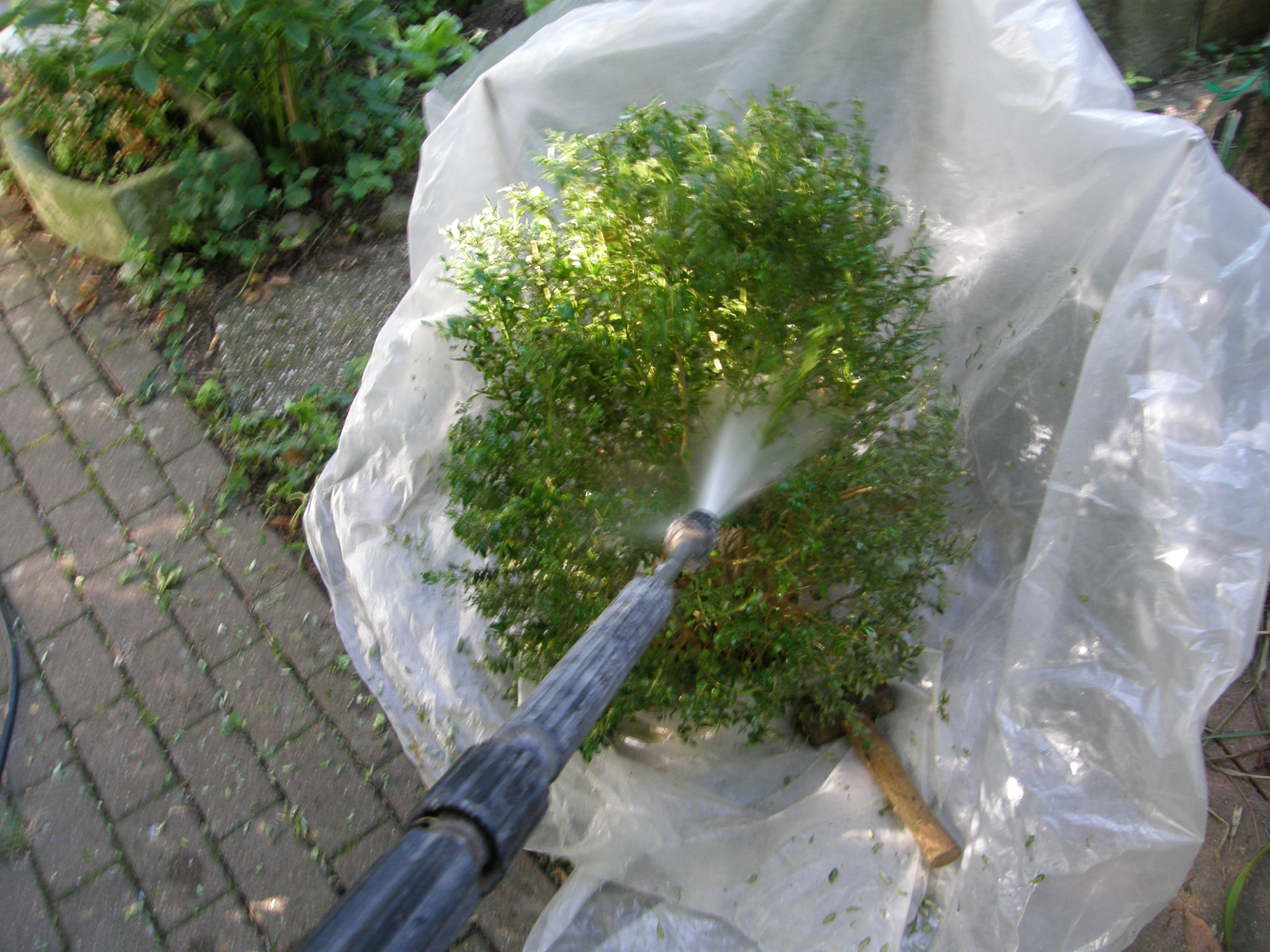
Einsatz eines Hochdruckreinigers und einer Folie
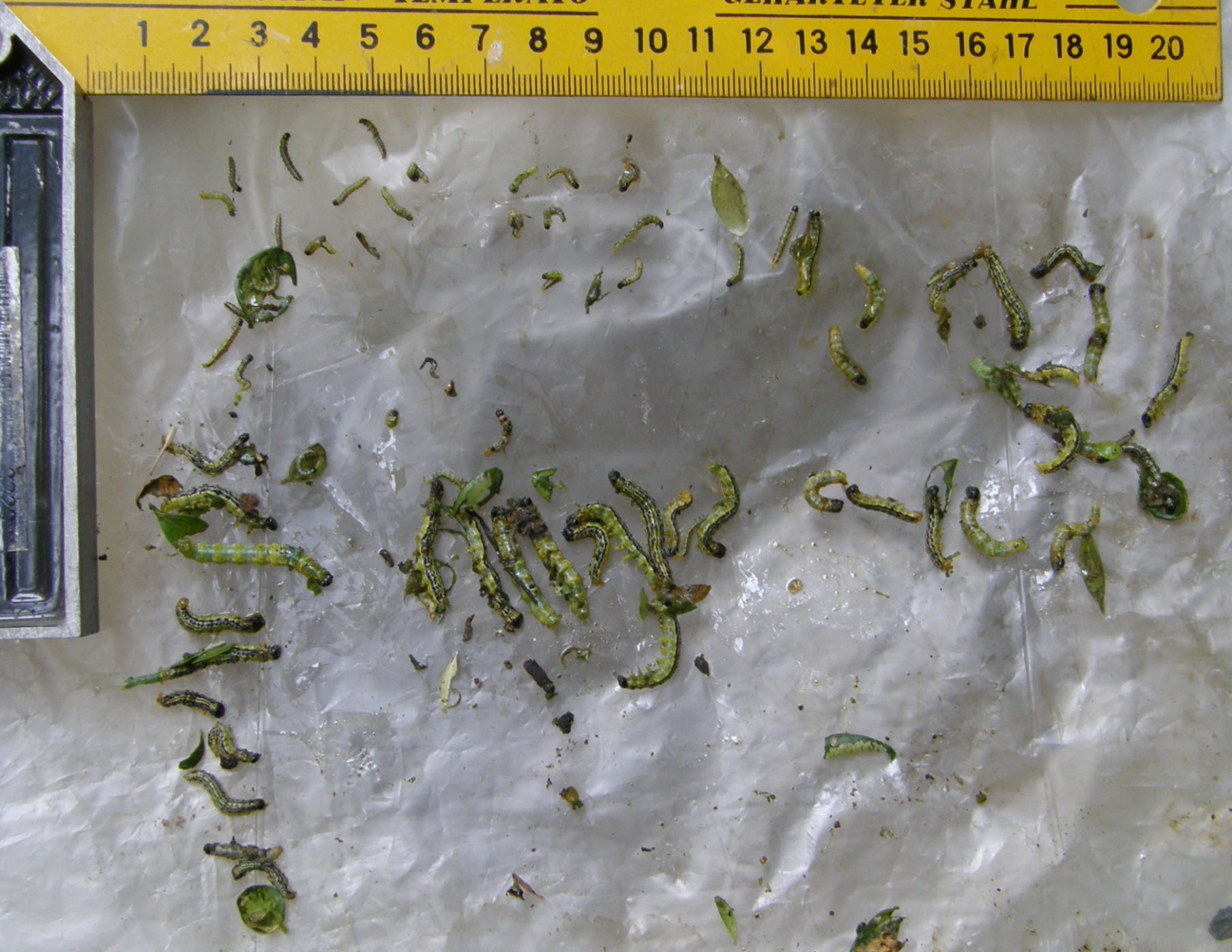
Größenvergleich und Ergebnis nach einer Hochdruckreinigung (zirka 60 Stück)

## Systematik
Eine aktuelle Studie zur Gattungszugehörigkeit des Buchsbaumszünslers legt nahe, dass dieser in die Gattung Cydalima zu stellen ist. Die Autoren nennen dabei zwei synapomorphe Merkmale, die Cydalima als monophyletische Gruppe kennzeichnen: 1. die Sklerotisation des Ductus bursae anterior, des Ductus seminalis im weiblichen Genital und 2. ein weißer Fleck in der Discoidalzelle des Vorderflügels, der zum Teil in den braunen Vorder- oder Costalrand hineinreicht. In diesem Zusammenhang wird auch die monotypische Gattung Neoglyphodes Streltzov, 2008 mit Cydalima synonymisiert.

### Synonyme
- Phakellura perspectalis (Walker, 1859)
- Diaphania perspectalis (Walker, 1859)
- Palpita perspectalis (Walker, 1859)
- Glyphodes perspectalis (Walker, 1859)
- Neoglyphodes perspectalis (Walker, 1859)

## Fotogalerie

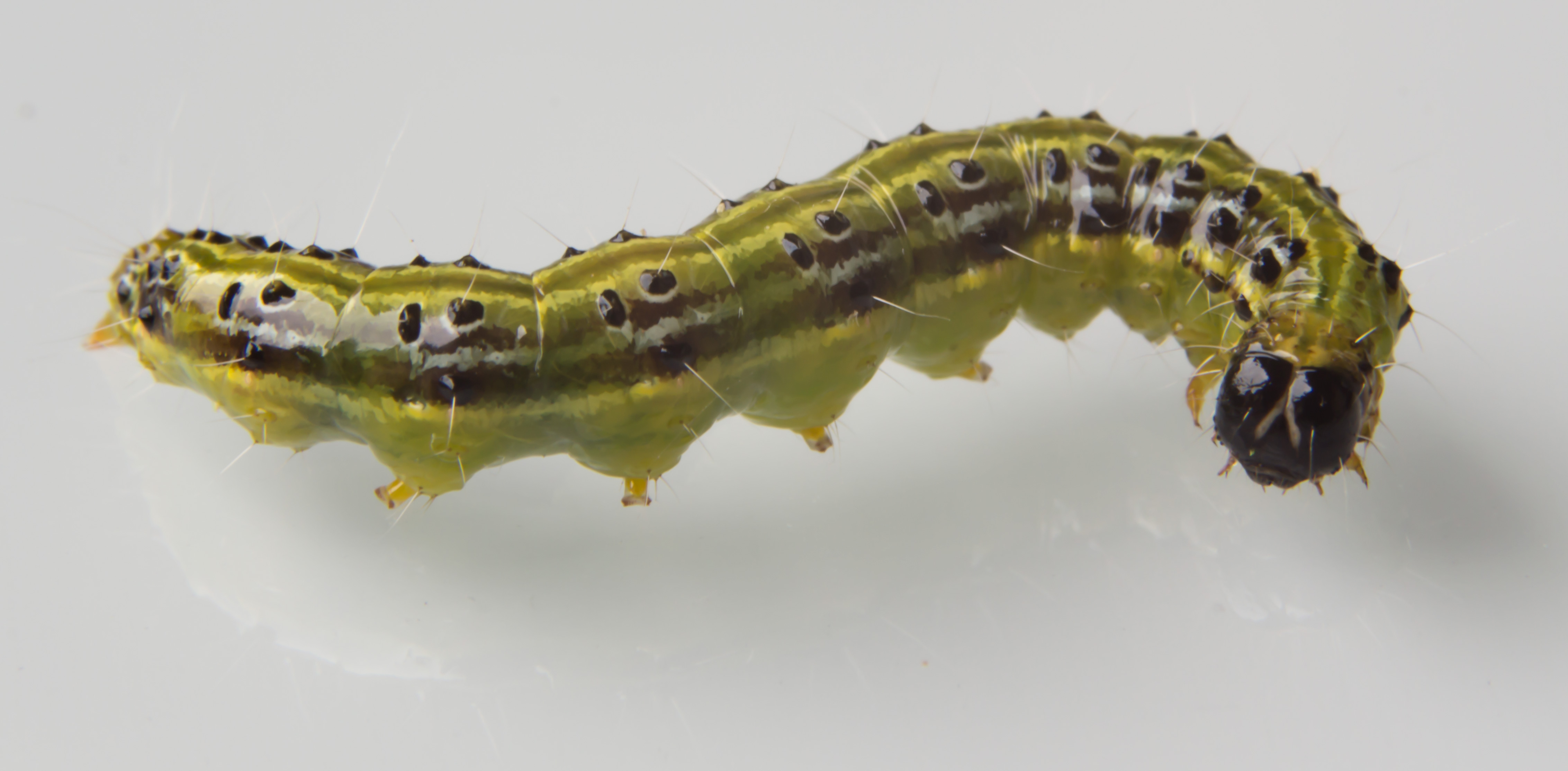
Ausgewachsene Raupe (5 cm Länge)
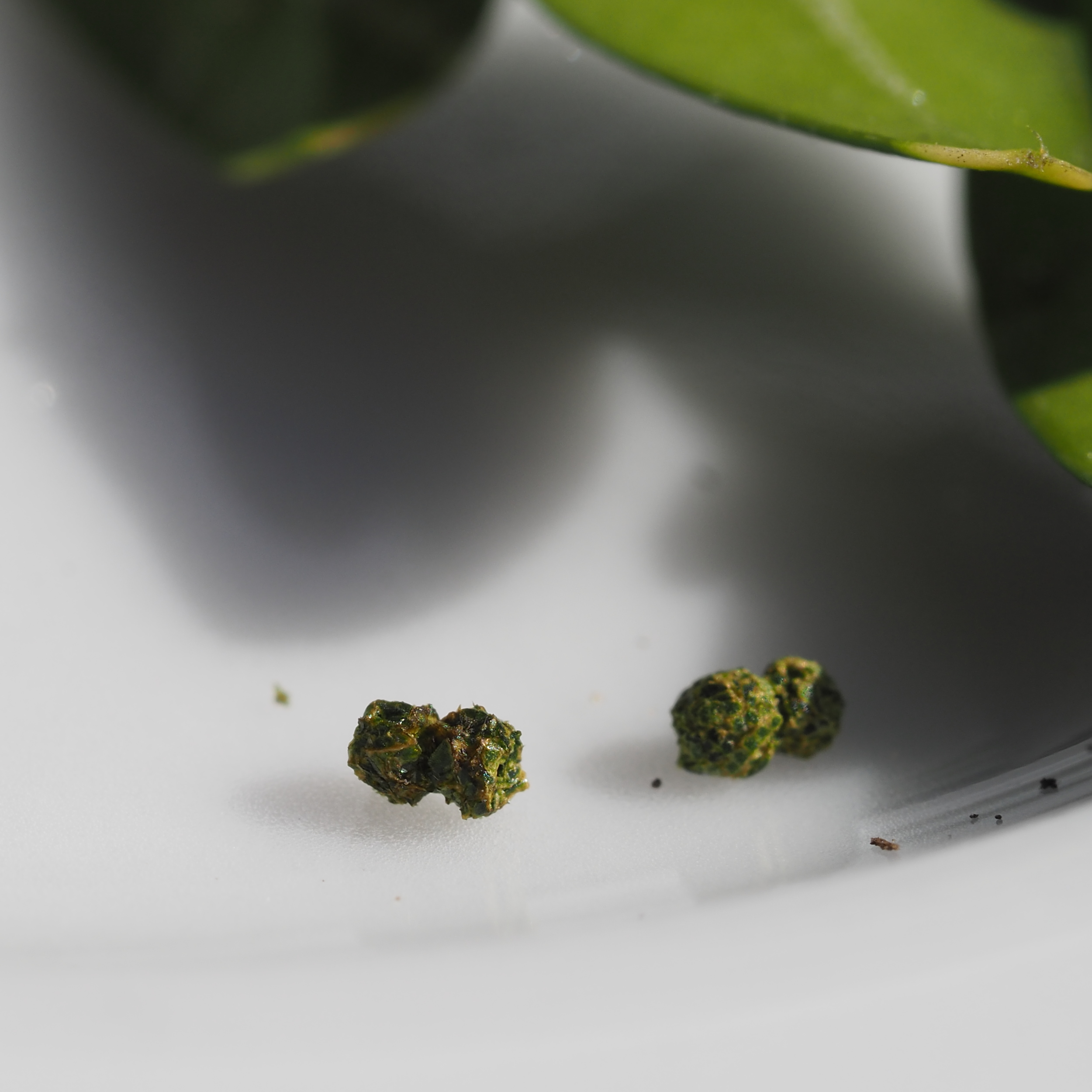
Kotbällchen
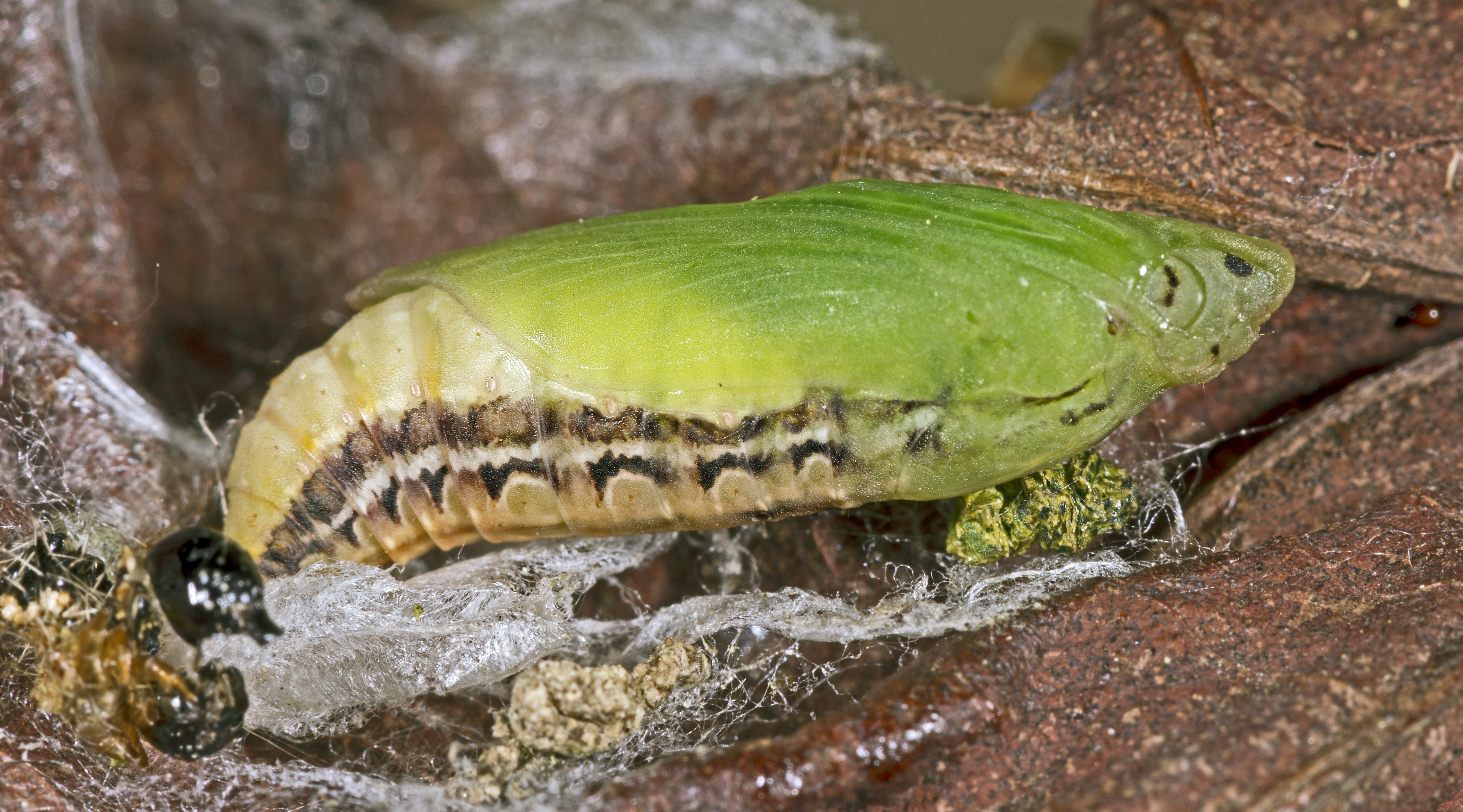
Frisch verwandelte Puppe; links die letzte Raupenhaut mit der dunklen Kopfkapsel
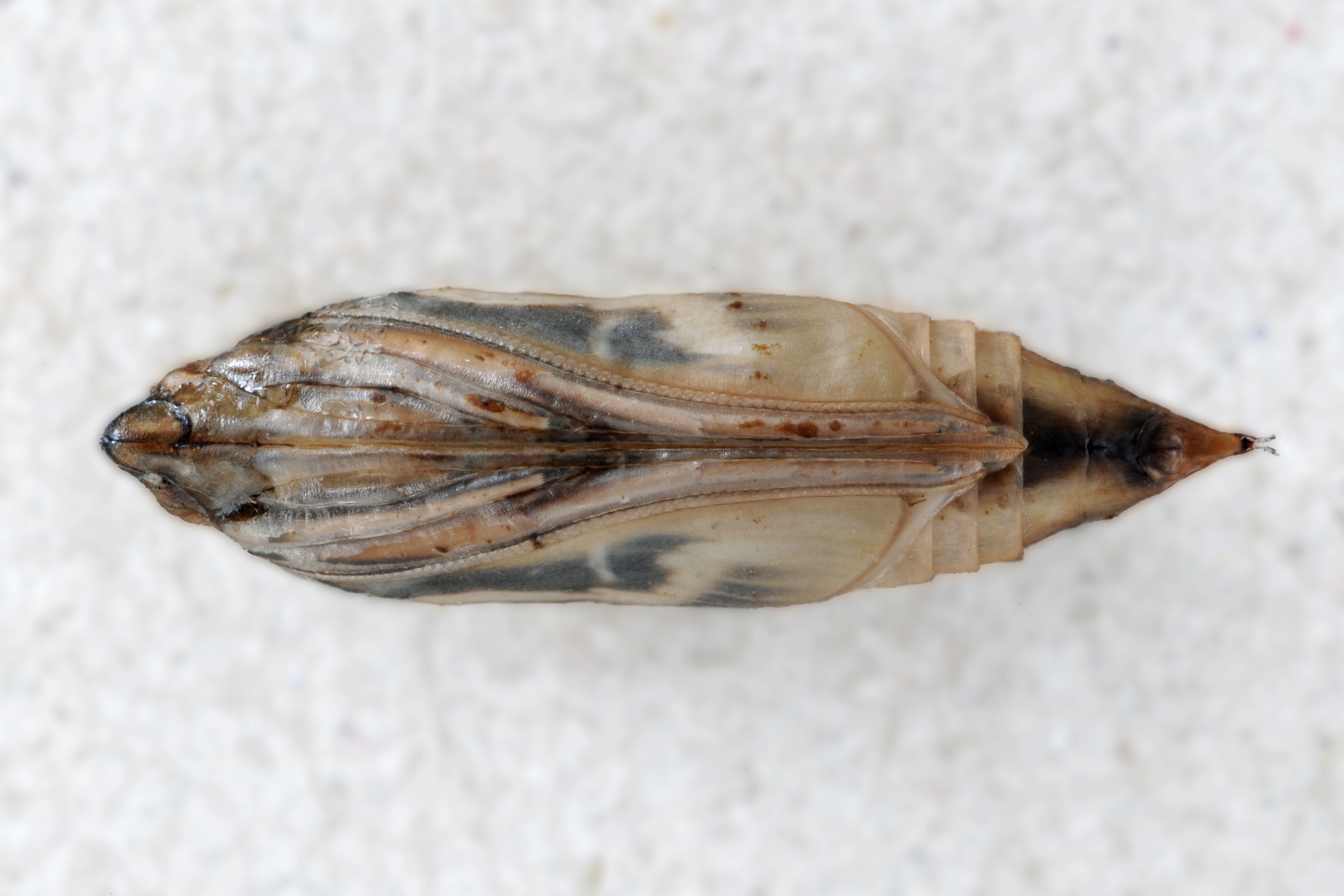
Puppe, kurz vor dem Schlüpfen; rechts die beiden Kremaster-Dornen
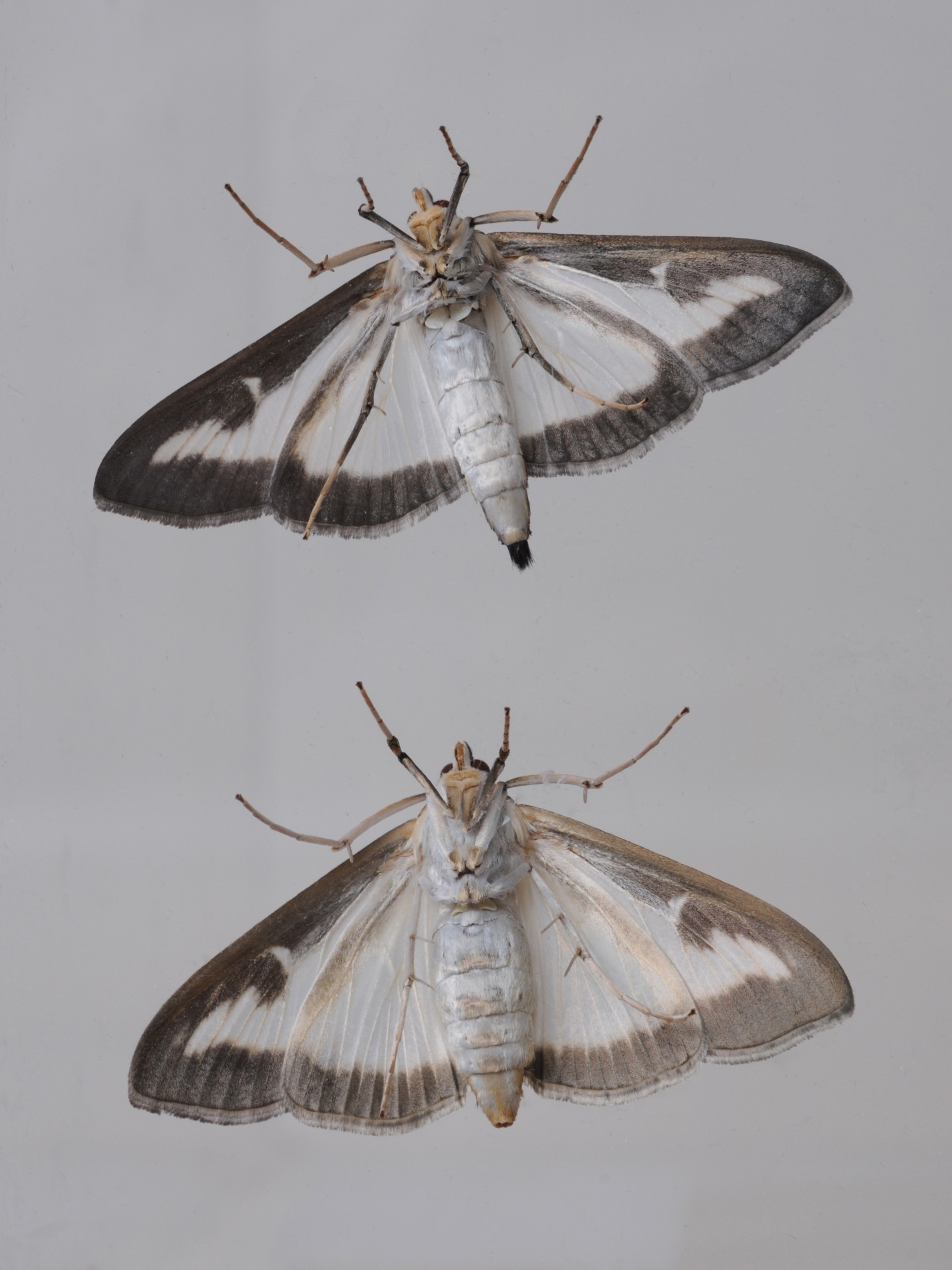
Zwei Schmetterlinge, Unterseiten